# Mennecy
Mennecy is een gemeente in het Franse departement Essonne (regio Île-de-France) en telt 12.779 inwoners (1999). De plaats maakt deel uit van het arrondissement Évry.

## Geografie
De oppervlakte van Mennecy bedraagt 11,1 km², de bevolkingsdichtheid is 1151,3 inwoners per km².
De onderstaande kaart toont de ligging van Mennecy met de belangrijkste infrastructuur en aangrenzende gemeenten.

## Demografie
Onderstaande figuur toont het verloop van het inwonertal (bron: INSEE-tellingen).